# Овернь-Рона-Альпи
Овернь-Рона-Альпи (фр. Auvergne-Rhône-Alpes) — регіон Франції, що утворено в результаті територіальної реформи французьких регіонів у 2014 році шляхом об'єднання регіонів Овернь і Рона-Альпи. Датою утворення нового регіону вважається 1 січня 2016, після проведення регіональних виборів у грудні 2015 року.

## Назва
У тексті закону визначено тимчасове найменування регіону, що складається з поєднання назв історичних регіонів Овернь (фр. Auvergne), річки Рона (фр. Rhône) і Французьких Альп (фр. Alpes françaises) розділених (у французькому написанні) дефісом. 

## Географія
Регіон, загальною площею 69711 км², розташований на сході Франції і межує з регіонами Бургундія-Франш-Конте на півночі, Центр — Долина Луари на північному заході, Аквітанія-Лімузен-Пуату-Шарант на заході та регіонами Прованс — Альпи — Лазурний Берег і Окситанія на півдні. Також є кордон з Італією і Швейцарією на сході.
Ландшафт регіону формують гірські масиви Альпи і Юра на сході і північному сході та Центральний масив на заході.
Через регіон протікають основні судноплавні річки сходу Франції — Рона і Сона. На заході знаходяться верхів'я річок Луара і Альє.

## Історія
У 1790 році історичні провінції були перетворені в департаменти: Овернь, була розділена на три департаменти, Бурбонне, що приблизно відповідає регіону Альє. Бресс, Бюже, Домб і Пай-де-Жекс були об'єднані з провінцією Франк-Ліонне і утворили департамент Ен. Регіон Дофіне дав походження трьом департаментам: Дром, Верхні Альпи та Ізер. Провінція Ліонне утворила департамент Рона-і-Луара, який у 1793 році був розділений на дві частини, і з якої був виділено місто Ліон. Провінція Віваре утворила департамент Ардеш. У 1860 році до Франції було приєднано Савойське герцогство у вигляді двох департаментів: Савоя і Верхня Савоя.
Під час Третьої республіки в 1919 році Етьєном Клементелем були засновані «економічні регіони» і зроблена перша спроба економічного планування.
30 червня 1941 уряд маршала Петена об'єднав департаменти під керівництвом регіонального перфекта. З'являються два регіони: Овернь, який охоплює департаменти Канталь, Верхню Луару і Пюї-де-Дом, і Рона-Альпи, що охоплює Ен, Ардеш, Дром, Ізер, Луару, Рону, Савою і Верхню Савою. Вони проіснували до 1946 року і були створені знову у 1960 році. Така структура залишалася незмінною до 2015 року.

## Адміністративний поділ
Регіон займає площу понад 69711 км² з чисельністю населення 7 695 264 осіб. Густота населення складає (станом на 2012 рік) 110 осіб/км². Адміністративний центр — Ліон.

### Департаменти
| Департамент | Департамент         | Герб | Площа     | Населення | Префектура     | Густота населення |
| ----------- | ------------------- | ---- | --------- | --------- | -------------- | ----------------- |
| 01          | Ен                  |      | 5 762 км² | 612 191   | Бург-ан-Бресс  | 106 чол./км²      |
| 03          | Альє                |      | 7 340 км² | 342 911   | Мулен          | 47 чол./км²       |
| 07          | Ардеш               |      | 5 529 км² | 318 407   | Прива          | 58 чол./км²       |
| 13          | Канталь             |      | 5 726 км² | 147 415   | Оріяк          | 26 чол./км²       |
| 26          | Дром                |      | 6 530 км² | 491 334   | Валанс         | 75 чол./км²       |
| 38          | Ізер                |      | 7 431 км² | 1 224 993 | Гренобль       | 165 чол./км²      |
| 42          | Луара               |      | 4 781 км² | 753 763   | Сент-Етьєн     | 158 чол./км²      |
| 43          | Верхня Луара        |      | 4 977 км² | 225 686   | Ле-Пюї-ан-Веле | 45 чол./км²       |
| 63          | Пюї-де-Дом          |      | 7 970 км² | 638 092   | Клермон-Ферран | 80 чол./км²       |
| 69D         | Рона                |      | 2 715 км² | 471 026   | Ліон           | 158 чол./км²      |
| 69M         | Ліонська метрополія |      | 534 км²   | 1 324 637 | Ліон           | 2 482 чол./км²    |
| 73          | Савоя               |      | 6 028 км² | 421 105   | Шамбері        | 70 чол./км²       |
| 74          | Верхня Савоя        |      | 4 388 км² | 756 501   | Ансі           | 172 чол./км²      |

### Найбільші міста
Найбільшими містами регіону (з населенням понад 30 000 жителів) є:
| №  | Місто             | Департамент         | Населення (2013) |
| -- | ----------------- | ------------------- | ---------------- |
| 1  | Ліон              | Ліонська метрополія | 500715           |
| 2  | Сент-Етьєн        | Луара               | 172023           |
| 3  | Гренобль          | Ізер                | 160215           |
| 4  | Віллербанн        | Ліонська метрополія | 147192           |
| 5  | Клермон-Ферран    | Пюї-де-Дом          | 141463           |
| 6  | Валанс            | Дром                | 61767            |
| 7  | Венісьє           | Ліонська метрополія | 61636            |
| 8  | Шамбері           | Савоя               | 58653            |
| 9  | Ансі              | Верхня Савоя        | 52029            |
| 10 | Во-ан-Велен       | Ліонська метрополія | 44087            |
| 11 | Сен-Пріє          | Ліонська метрополія | 42950            |
| 12 | Калюїр-е-Кюїр     | Ліонська метрополія | 42581            |
| 13 | Бург-ан-Бресс     | Ен                  | 40490            |
| 14 | Брон              | Ліонська метрополія | 38746            |
| 15 | Сен-Мартен-д'Ер   | Ізер                | 38019            |
| 16 | Монлюсон          | Альє                | 37839            |
| 17 | Монтелімар        | Дром                | 36643            |
| 18 | Вільфранш-сюр-Сон | Рона                | 36531            |
| 19 | Ешироль           | Ізер                | 35684            |
| 20 | Роан              | Луара               | 35507            |
| 21 | Сен-Шамон         | Луара               | 35308            |
| 22 | Тонон-ле-Бен      | Верхня Савоя        | 34610            |
| 23 | Анмас             | Верхня Савоя        | 34261            |
| 24 | Роман-сюр-Ізер    | Дром                | 33632            |
| 25 | Мезьє             | Ліонська метрополія | 31438            |
| 26 | Рильє-ла-Пап      | Ліонська метрополія | 30645            |